# Platanthera praeclara
Platanthera praeclara är en orkidéart som beskrevs av Charles John Sheviak och M.L.Bowles. Platanthera praeclara ingår i släktet nattvioler, och familjen orkidéer. IUCN kategoriserar arten globalt som starkt hotad. Inga underarter finns listade i Catalogue of Life.

## Bildgalleri

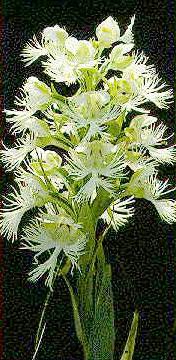